# Nokia (vállalat)
A Nokia Corporation a világ egyik legnagyobb telekommunikációs vállalata. Székhelye a finn főváros, Helsinki melletti Espoo Keilaniemi kerülete. Nyilvánosan jegyezhető részvénytársaság, a NYSE-n NOK néven fut. Jelmondata: „Connecting People” (szabad fordításban: „Összekapcsoljuk az embereket”). 1865-ben alapította Fredrik Idestam a finn Nokia városában (Tamperétől) 15 km-re nyugatra).
Fő területe a telekommunikáció. Mobilkommunikációs eszközei megtalálhatók a világ összes régiójában, és lefedik az összes nagyobb kommunikációs szabványt: többek között a GSM-, a CDMA- és a WCDMA-hálózatokban használhatók. Termékei között megtalálhatók még az otthoni kommunikációs eszközök, a mobil-játékeszközök, a kiegészítő felszerelések. Az Ovi platformon keresztül internetes szolgáltatásokat is kínál.
A Nokia több mint 123 000 alkalmazottat foglalkoztat százhúsz országban, termékei százötven országban vásárolhatók meg. 2009-ben nemzetközi viszonylatban 41 milliárd euró forgalmat bonyolított, és 1,2 milliárd euró profitot termelt. Tizenkét kutatóközpontja közül az elsőt 1986-ban alapították. A kutatóközpontokban mintegy nyolcszáz kutató, mérnök és tudós végez ipari kutatómunkát hét helyszínen: Finnországban, Kínában, Indiában, Kenyában, Svájcban, az Egyesült Királyságban és az Egyesült Államokban. A Nokia összesen a következő 9 országban tart fenn gyárat: Finnországban, Brazíliában, Kínában, Angliában, Magyarországon, Indiában, Mexikóban, Romániában és Dél-Koreában.
A Microsoft Corporation 2013-ban felvásárolta a Nokia mobiltelefonokkal foglalkozó ágazatát. A térképrészleg (Nokia HERE) továbbra is a Nokia kezében maradt, amíg 2015. augusztus 3-án el nem adták az Audi, a BMW és a Daimler által alkotott konzorciumnak. A Microsoft a továbbiakban saját márkanevét tünteti fel a mobiltelefonokon. Az első ilyen mobiltelefon: Microsoft Lumia 535.
2017-ben a HMD Global tulajdonába került a telefonos divízió, és Nokia néven kezdték árusítani új, már androidos okostelefonjaikat.

## Története

### A telekommunikáció előtti időszak

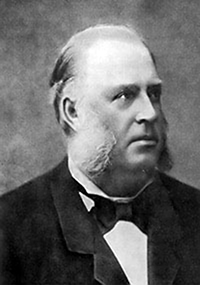
Az alapító: Fredrik Idestam

A Nokia története 1865-ben kezdődött, amikor Frederik Idestam bányászati mérnök cellulóz-feldolgozó üzemet alapított a délnyugat-finnországi Tampere városa melletti Tammerkoski patak mentén, és papírgyártásba fogott. 1868-ban Idestam egy második malmot is épített tizenöt kilométerre nyugatra Tamperétől Nokia város közelében, ahol a Nokianvirta folyó jobb vízi energiát biztosított. Idestam jó barátja, Leo Mechelin segítségével 1871-ben átalakította a cégét részvénytársasággá, és átnevezte Nokia Company-nek, amely néven ma is ismerjük. 1902-től a Nokia felvette a villamosenergia-termelést a tevékenységei közé.
1898-ban Eduard Polón megalapította a Finn Kaucsuk Műveket, amely gumicsizmákat és hasonló termékeket gyártott, és amely később a Nokia gumi üzletága lett.
Az 1912-ben alapított Finn Kábel Művek, amely telefonokat, telegráfokat és elektromos kábeleket készített pedig a Nokia kábel és elektronikai iparát alapozta meg.
Az 1910-es évek végére, röviddel az első világháború után, a Nokia Company a csőd szélére sodródott. Hogy a Nokia generátoraiból származó elektromos energiáját biztosítsa, a Finn Kaucsuk Kábel Művek az Orosz Birodalomnak szállított kábeleket.
Az 1922 óta egy kézben lévő három cég 1967-ben új ipari konglomerátummá egyesült Nokia Corporation néven, megalapozva ezzel a Nokia jövőjét, mint multinacionális vállalat.
Az új cég több iparágban is részt vett, termelt például – egy ideig vagy folyamatosan – papírtermékeket, autó- és kerékpárgumit, lábbeliket (többek között gumicsizmát), kommunikációs kábeleket, televíziókészüléket és más háztartási gépeket, személyi számítógépet, villamosenergia-termelő berendezéseket, robotokat, kondenzátorokat, katonai kommunikációs és egyéb felszerelést (például a SANLA M/90 vagy az M61 gázmaszk a finn hadsereg részére), műanyagot, alumíniumot és vegyszereket.
Végül az 1990-es években a vállalat úgy döntött, maga mögött hagyja a fogyasztói elektronikát, és a telekommunikáció leggyorsabban fejlődő szegmenseire koncentrál. A gumigyártásra szakosodott Nokia Gumik 1988-ban kivált az anyacégből, két évvel később pedig megalakult a Nokia Cipő, ahol a gumicsizmákat gyártották. Az 1990-es évek során a Nokia fokozatosan leépítette az összes nem telekommunikációval foglalkozó üzletágát.

### Telekommunikációs időszak
A mai Nokia magvait a kábel divízió elektronikai részlegének megalapításával vetették el 1960-ban. Az első általuk gyártott elektronikai eszköz egy pulzus analizátor volt 1962-ben, melyet atomerőművekben használtak. Az 1967-es egyesüléskor ez a részleg külön divízió lett, és telekommunikációs eszközöket kezdett gyártani.

A Nokia logója 1978 és 2023 között

Az 1970-es években a Nokia kifejlesztette a Nokia DX 200-t, amely a világ első mikroprocesszor vezérelte kapcsoló eszköz volt az automatikus telefonközpontokban. A ’70-es években egy időre a Nokia hálózati berendezéseket gyártó egysége Telefenno néven levált, és részlegesen a Finn állam tulajdonába került. 1987-ben az állam eladta a részvényeit a Nokiának, és 1992-ben a vállalat neve Nokia Telecommunications lett. A 70-es és a 80-as években a Nokia kifejlesztette a „Sanomalaitejärjestelmä”-t, egy digitális, hordozható, titkosított, szöveg-alapú kommunikációs eszközt a Finn Védelmi Erőknek. Az új mobiltelefonos korszak 1981-ben, a Nordic Mobile Telephone (NMT) szolgáltatás bevezetésével kezdődött. Az 1990-es években a cég pénzügyi gondokkal szembesült, így az erőforrásait a mobiltelefon eszközök, hálózatok és egyéb telekommunikációs területekre csoportosította, ezzel egyidejűleg kivonulva a televíziózás és a személyi számítógépek piacáról. A Nokia fejlesztett mobiltelefonokat az NMT hálózatra is. Bár a Nokia több száz mobiltelefon modellt mutatott be az 1980-as évek óta, a tömeggyártás az 1990-es években indult be igazán, amikor bemutatták az első digitális hálózatokat. 1998-ban a Nokia bejelentette, hogy legyártotta a 100 milliomodik mobilkészüléket, és a világ legnagyobb mobiltelefon-gyártójává lépett elő. 2005 nyarán a cég túladott az 1 milliárdodik mobilkészüléken.
2006. június 19-én a Nokia és a Siemens AG bejelentette, hogy egyesítik mobil- és vezetékes-telefonok hálózati berendezéseit gyártó és fejlesztő üzletágaikat, melyre hivatalosan 2007. április 1-jén került sor, így létrejött a világ egyik legnagyobb, hálózati megoldásokkal foglalkozó cége, a Nokia Siemens Networks.

### Az első mobilkészülékek
1964 óta a Nokia a Salora Oy céggel együtt fejlesztette a VHF rádiót, 1966-ban pedig nekiláttak kifejleszteni az ARP szabványt, amely rövidítés az autó-rádiótelefont takarja (Autoradiopuhelin).Ez a gépkocsi-alapú mobil rádiótelefon rendszer volt az első üzleti céllal üzemeltetett mobiltelefon hálózat Finnországban. 1971-ben indult, és 1978-ra már 100%-os lefedettséget kínált.
1979-ben a Nokia és a Salora egyesüléséből jött létre a Mobira Oy. A Mobira a NMT szabvány részére fejlesztett készülékeket, amely az első teljesen automatikus cellás rendszerű telefonrendszer volt 1981-ben. Egy évvel később a Mobira bevezette az első autóba szerelhető készülékét, a Mobira Senatort az NMT-450 hálózat részére.

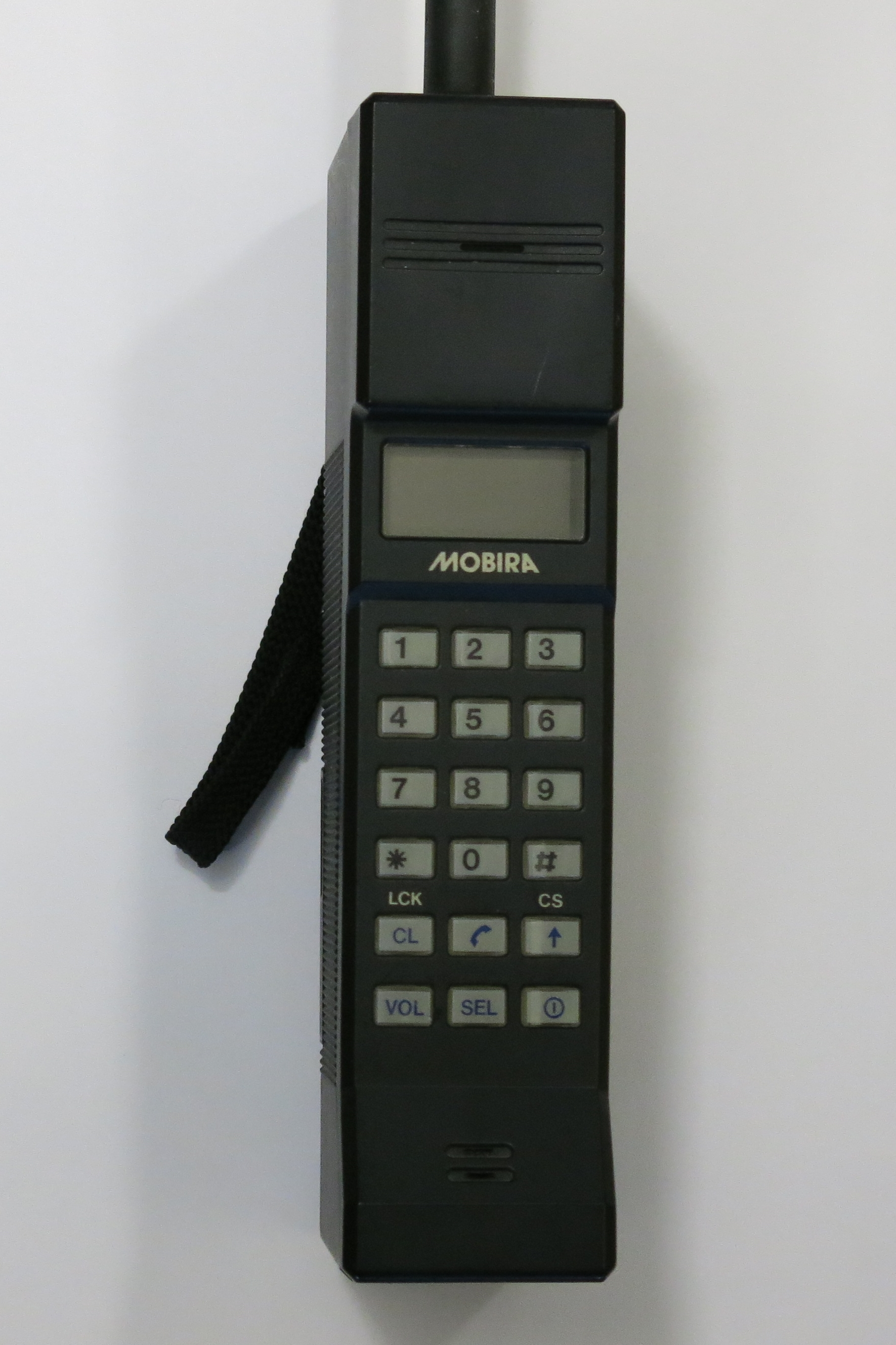
Mobira Cityman 450

A Nokia 1984-ben megvásárolta a Salorát, és ma is 100%-os tulajdonában van, egyúttal átnevezte a vállalat telekommunikációs ágazatát Nokia-Mobira Oy-ra. A Mobira Talkman, melyet 1984-ben dobtak piacra a világ első hordozható telefonjai közé tartozott. 1987-ben mutatta be a Nokia a világ egyik első maroktelefonját, a Mobira Cityman 900 típust az NMT-900-as hálózatra. Míg az 1982-es Mobira Senator 9,8 kg-ot nyomott, a Talkman pedig alig valamivel volt 5 kg alatt, a Mobira Cityman mindössze 800 gramm súllyal büszkélkedhetett, és 24 000 finn márkába került (akkori ára/ mai ára körülbelül 4560 euró lenne). A magas ár ellenére az első készülékeket jóformán kitépték az eladók kezéből. Az első időkben a telefon a yuppie életstílus státuszszimbólumává vált.
1987-ben a Nokia telefonjai hatalmas publicitást nyertek azáltal, hogy a Szovjetunió vezérérét, Gorbacsovot lefényképezték, amint épp egy Mobira Cityman készülék segítségével beszél a moszkvai kommunikációs miniszterével Helsinkiből. Így lett a telefon beceneve Gorba.

### Jelentősebb készülékek és változó idők
A Nokia a 90-es évek derekától kezdett igazán megjelenni globálisan, és idővel az akkori mobiltelefonok egyik vezető gyártójává vált. A cég kezdetben nagydarab fekete, kihúzható antennás telefonjait, mint például a Nokia 2110-est idővel egyre könnyebb, kisebb, divatosabb színekben is megjelenő telefonok váltották fel, különösen az ezredforduló után. Több készüléknek tetszés szerint cserélhető volt a burkolata is más színűre, mint a Nokia 5110-nek, vagy a népszerű Nokia 3310-nek is. Később pedig egészen szokatlan formákban is jelentek meg készülékeik, ilyen volt például a Nokia 7600, 7280, 7380 vagy a 7390. Víznek jobban ellenálló típusok voltak a Nokia 5100 és utódai, az 5140 és 5140i, ez utóbbiak rendelkeztek először NFC-funkcióval. Népszerű készülékek voltak még a Nokia 6310/6310i és a Nokia 6230/6230i.

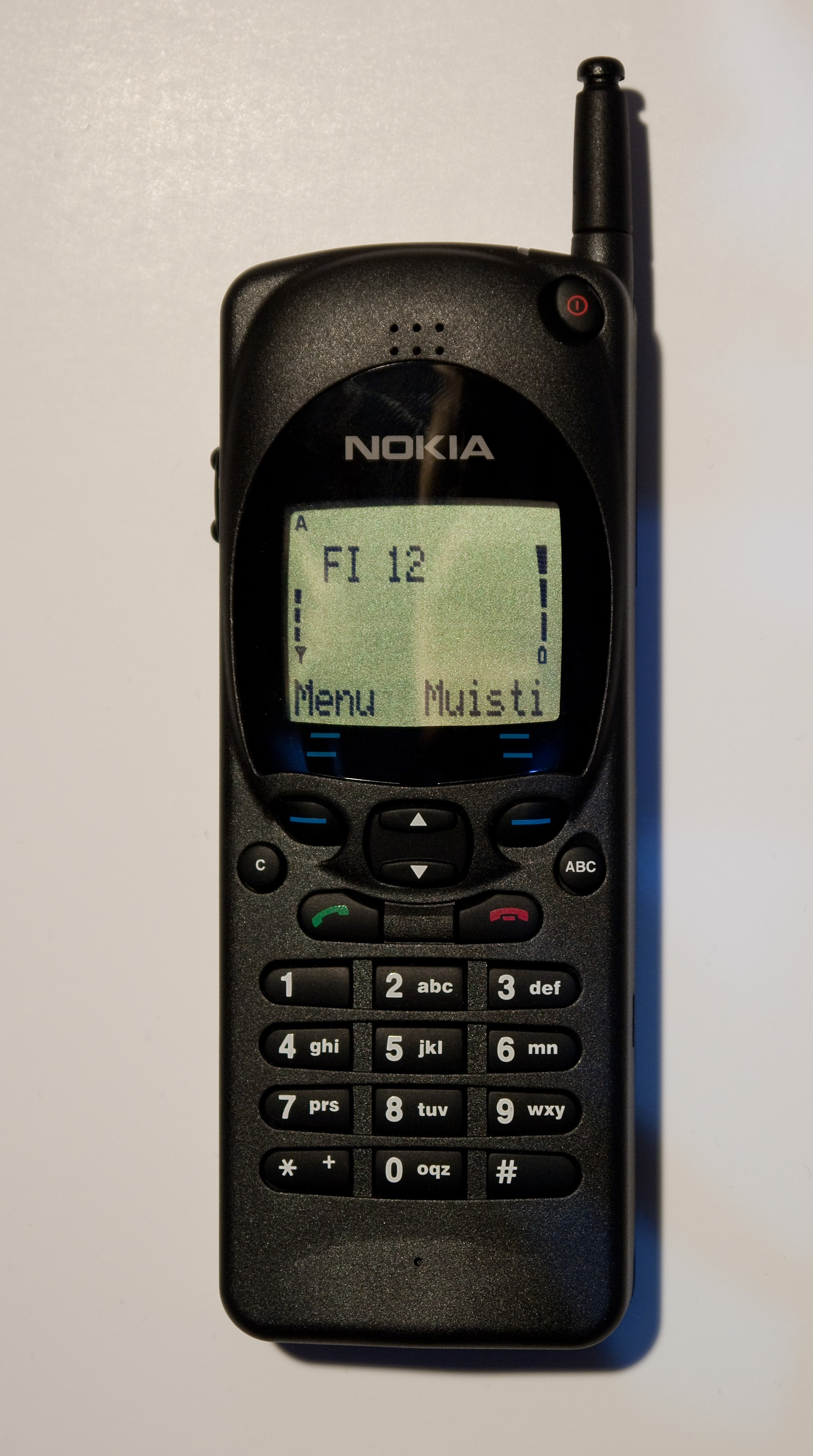
Nokia 2110
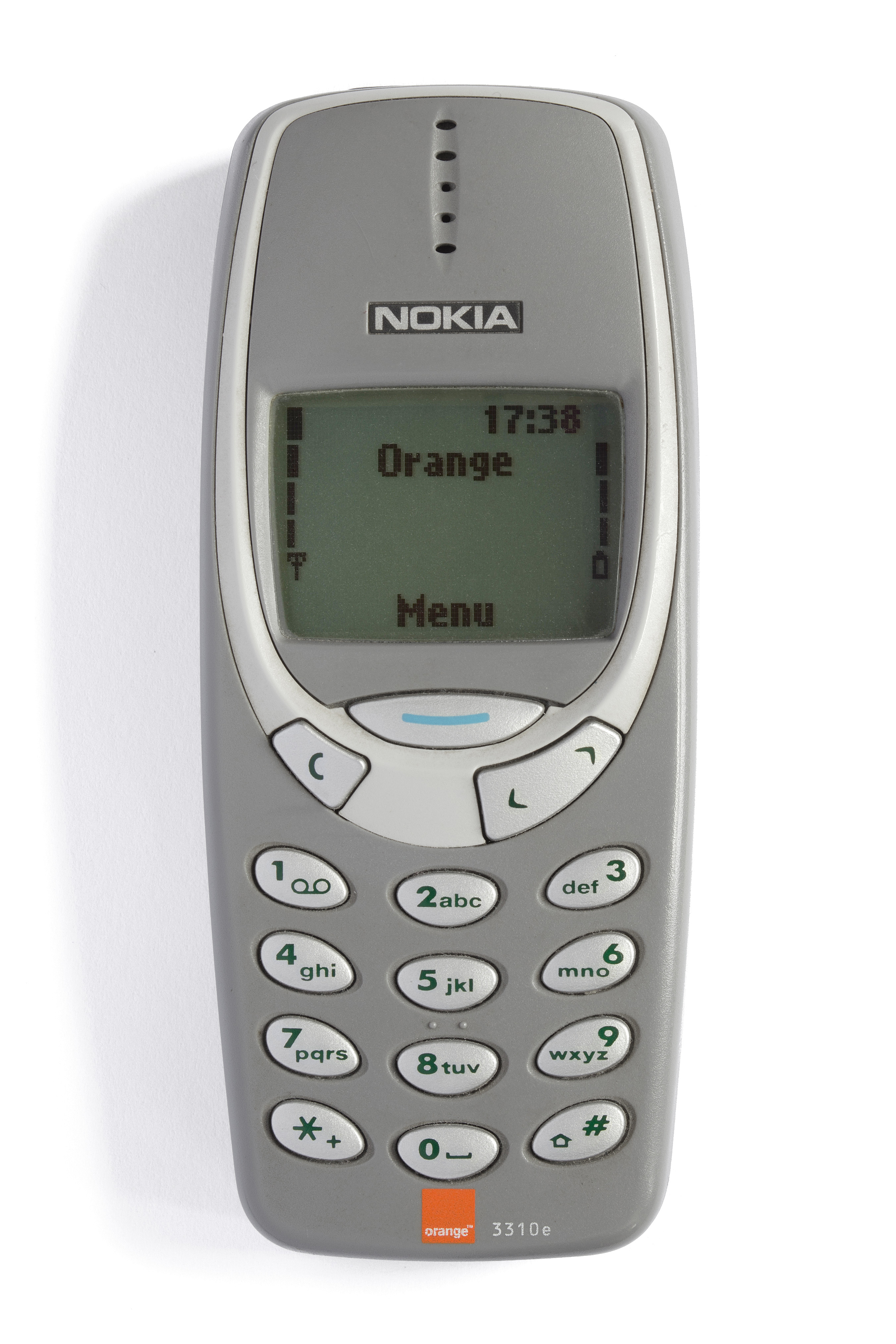
Nokia 3310
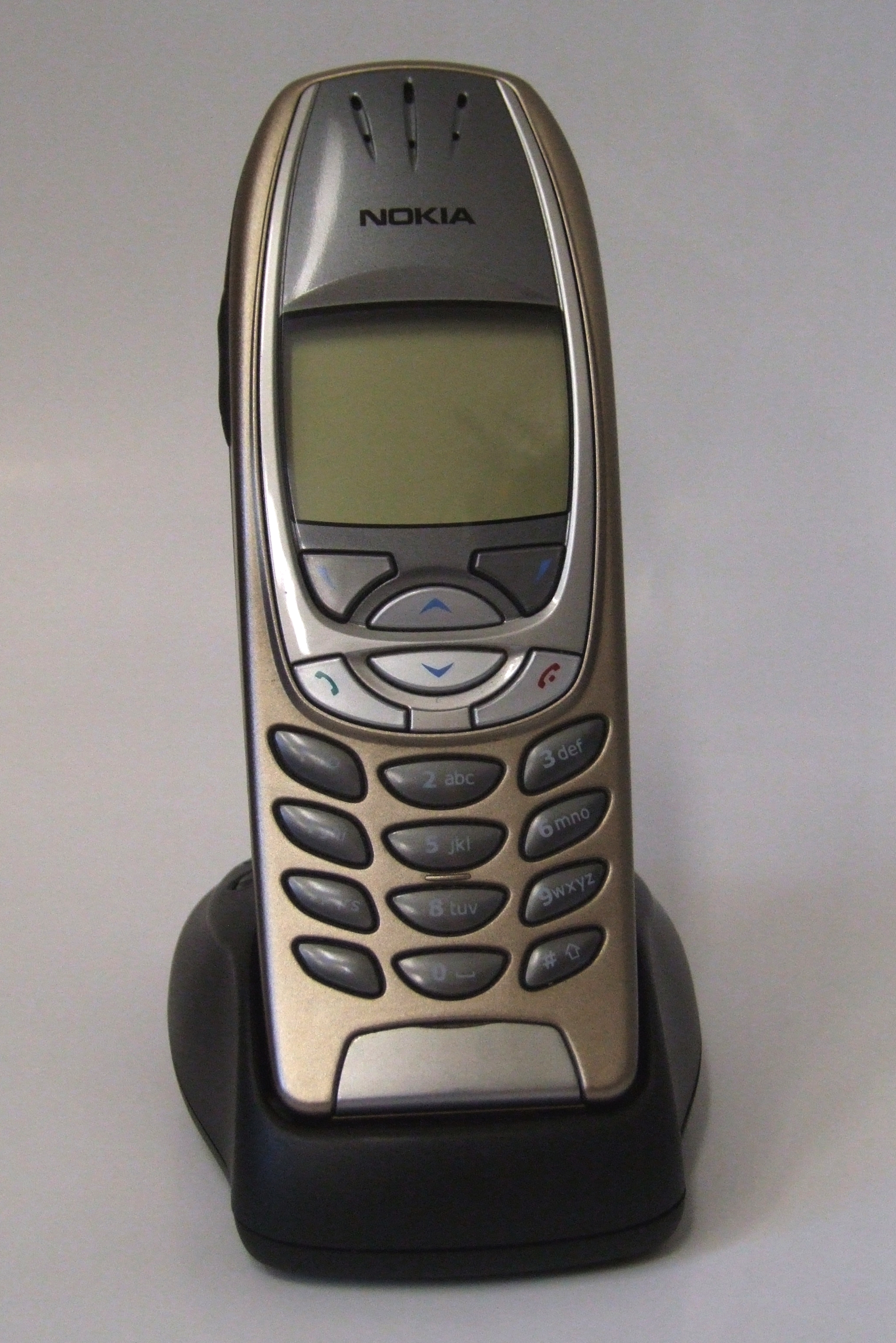
Nokia 6310
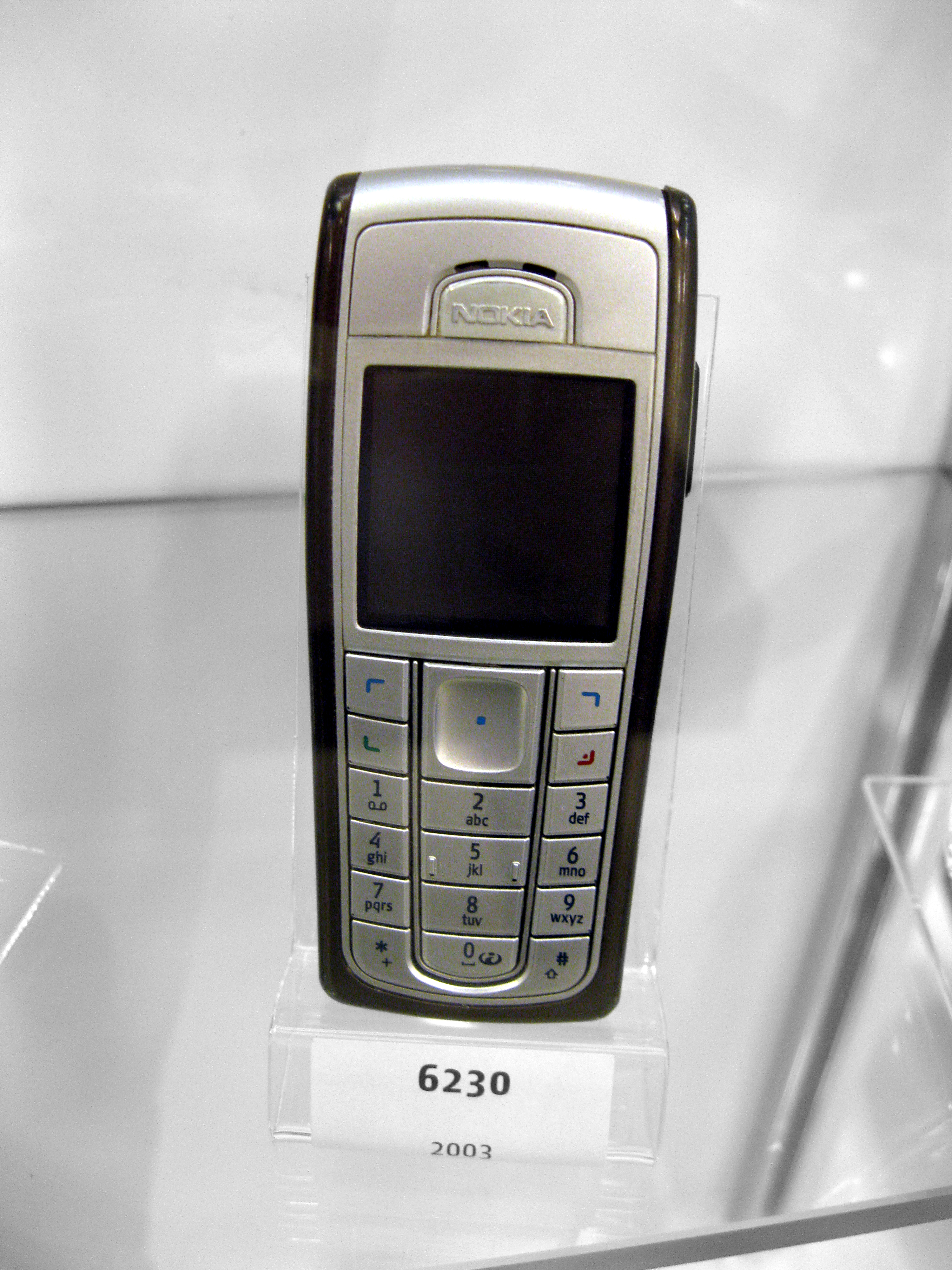
Nokia 6230
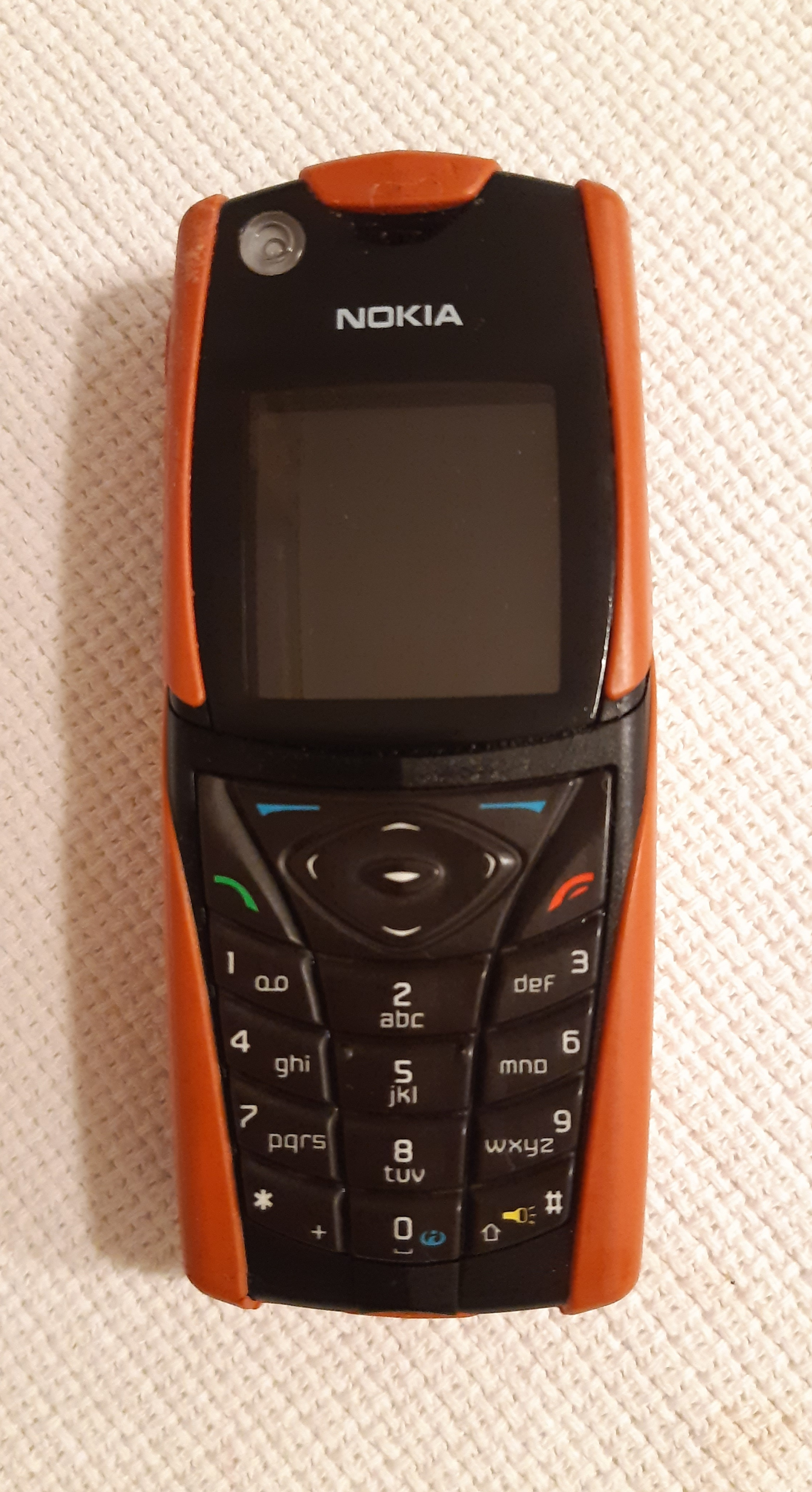
Nokia 5140

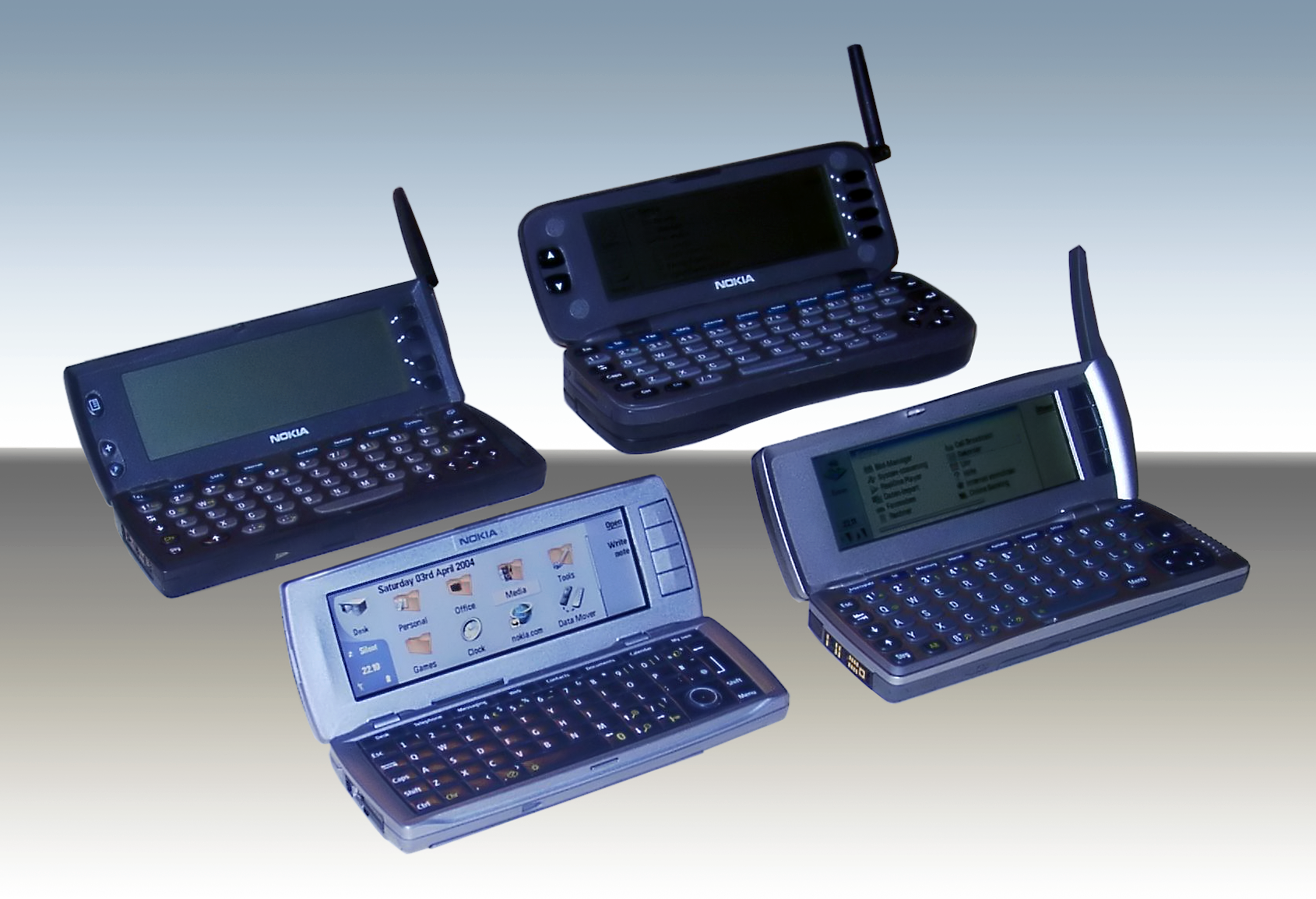
Nokia 9000, 9110, 9210 és 9500

Voltak visszafogottan elegáns, drágább telefonok is, amelyek fémházzal rendelkeztek, ilyenek voltak például a Nokia 8600 Luna, 8800, 8810 és 8850/8890 készülékek. A Communicator sorozat készülékei pedig egy komplett mini számítógépet foglaltak magukba, melyhez a telefonok szétnyitásával lehetett hozzáférni, ezek voltak a 9000-es széria telefonjai 1996 és 2007 között (Nokia 9000(i), 9110(i), 9210(i), 9290, 9300(i), 9500, majd E90).
Az első 3G technológiát támogató modell, a Nokia 6650 2002-ben jelent meg. Ugyanekkor jelent meg a Nokia 1998-ban alapított luxusmárkájának, a Vertunak az első készüléke, Signature néven. A Vertu működése során több ezer, időnként több tízezer  eurós telefonokat dobott piacra, melyek luxuskivitelben, drága anyagokkal (arany, bőr, drágakő stb.), kézimunkával, exkluzív szolgáltatásokkal célozták meg a leggazdagabbak igényeit, noha a készülékek műszakilag mindig elmaradottabbak voltak a kor csúcstelefonjaihoz képest.
2003-ban került piacra a Nokia N-Gage, amelyet kifejezetten játékra fejlesztettek, formája is egy hordozható videókonzolt idézett. A készülék bár rendelkezett több, a maga idejében előremutató tulajdonsággal, igazából se telefonként, se videókonzolként nem volt praktikus: a kialakítása szerencsétlen, a technikai tudása pedig gyenge volt mindkét funkcióhoz; hiába jelent meg hamar az áttervezett változata, az N-Gage QD, üzletileg így is kudarc lett.

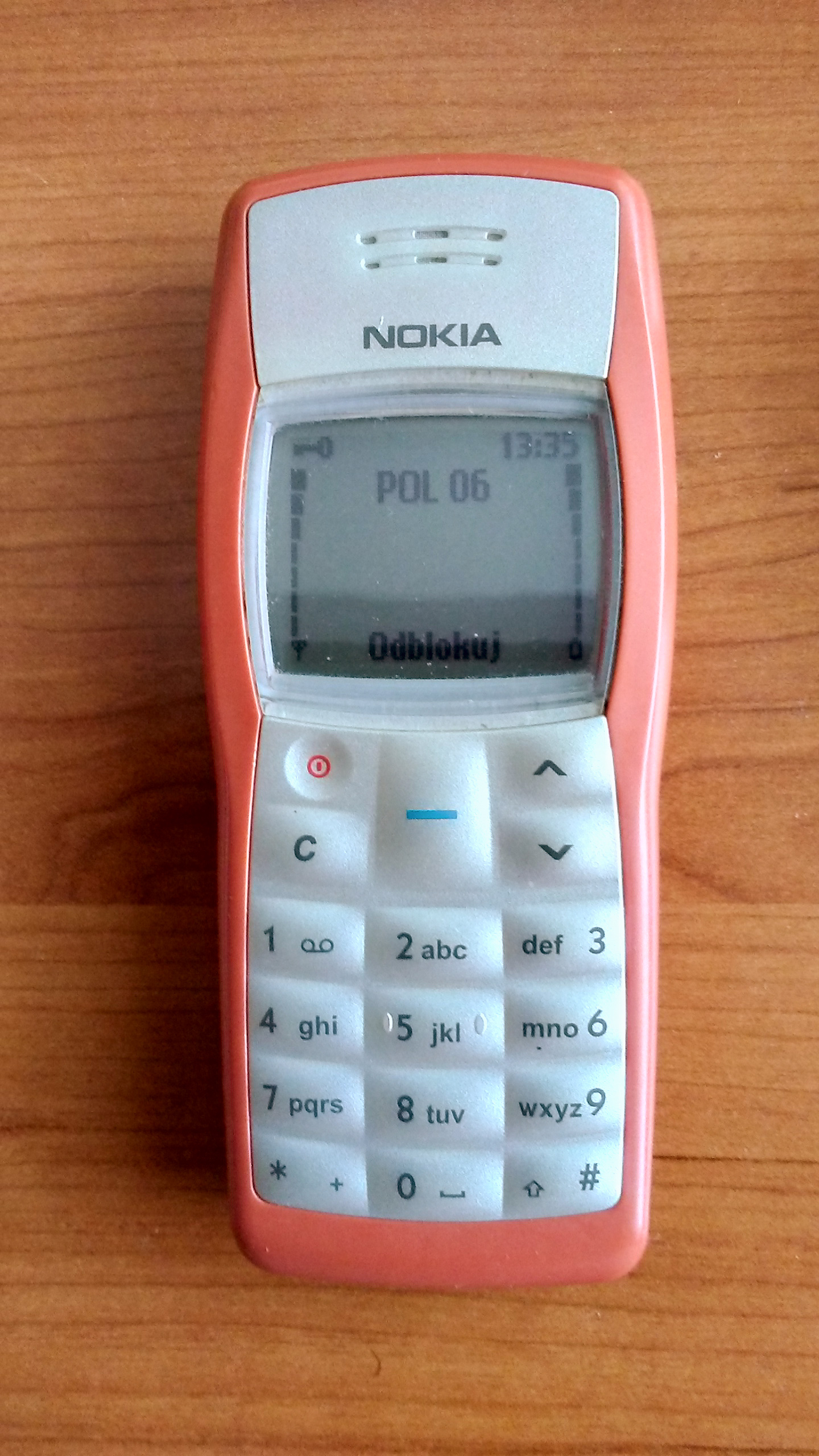
Nokia 1100

A Nokia 2003-ban vezette be a Nokia 1100-át, melyből 2007 májusáig 200 millió darabot adtak el. Ezzel a számmal ez volt a világ legnépszerűbb mobiltelefonja, és a legnagyobb példányszámban értékesített fogyasztói elektronikai cikk.
A multimédiás telefonok új generációja, a Nokia N-series család 2005-ben született meg. Az első három N-series készülék a Nokia N70, a Nokia N90 és a Nokia N91 volt.
A Nokia N82 2007 novemberében került piacra, ez volt az első Nseries modell Xenon vakuval.

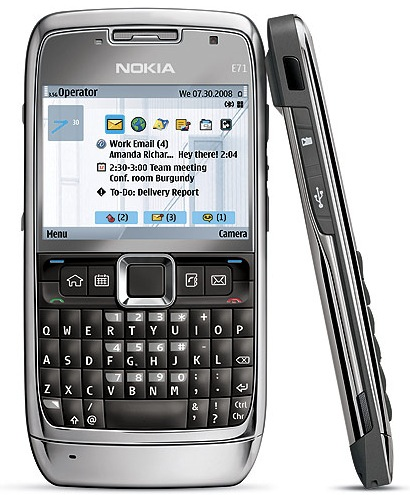
Nokia E71

A Nokia E71-et 2008-ban vezették be, teljes billentyűzettel. A modellt a BlackBerry mobilok versenytársának szánták. A Nokia E71 nagyon sikeres lett, 2009-ben megjelent az utódja, Nokia E72 néven. Korábban is volt már ilyen készülék E61 néven.
2009 szeptemberében két új zenei mobilt jelentettek be, a Nokia X3-at és a Nokia X6-ot. Az Xseries megnevezés a Nokia új zenei modelljeit takarja, a C a classic szóra utal, azaz a hagyományos készülékeket jelöli, az N szériába a multimédiás készülékek tartoznak, míg az E szériába az üzleti felhasználásra készült mobiltelefonok.
2010 áprilisában jelentettek be újabb multimédiás mobiltelefont, a Nokia N8-at. Ez az első Nokia készülék, melynek kapacitív érintőképernyője támogatja a két ujjal történő vezérlést. A készülék alumínium házzal, 12 megapixeles kamerával, HDMI kimenettel és 16 GB beépített memóriával érkezik. A Nokia N8 az első készüléke, melyen az akkor új Symbian^3 operációs rendszer fut.
A cég vesszőfutása már itt megkezdődött, mert érintőképernyős készülékei már kezdtek ugyan megjelenni, de az elavuló Symbian helyett nem volt olyan versenyképes operációs rendszere, mint a konkurens iOS vagy Android.

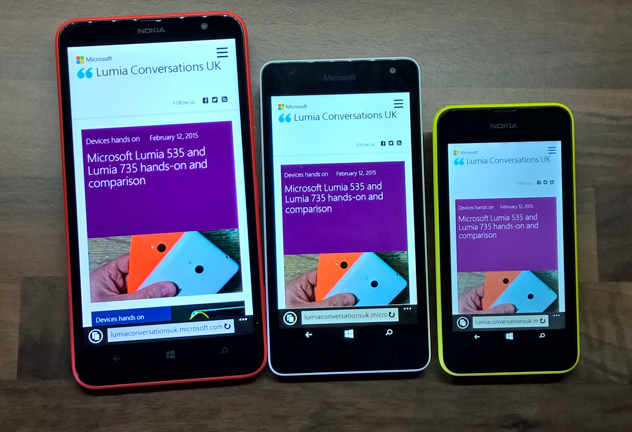
Nokia Lumia 1320, Microsoft Lumia 535 és Nokia Lumia 530

A MeeGo operációs rendszert futtató Nokia N9-es telefon megjelenését követően röviddel megkezdődött a Microsoft támogatásával a Nokia Lumia termékcsalád bevezetése, miután a MeeGo sem bizonyult tartós rendszernek. A Nokia Lumia 800-as már a Windows Phone-es rendszerrel működött, később pedig Microsoft lett a Lumia telefonok neve is Nokia helyett. Ekkortájt jelent meg a Nokia első táblagépe is, a Lumia 2520, igaz később kiderült, hogy a készülék töltője áramütést okozhat.
A 2010-es évekre a Nokia rossz üzleti döntései miatt fokozatosan kiszorult az élvonalbeli mobilgyártók közül, miután nem reagált időben az okostelefonok felé forduló piaci változásokra. A cég ezért más profilú szolgáltatásokat helyezett előtérbe, úgy mint hálózati infrastruktúrák építését, a mobiltelefonos üzletágát 2013-ban el is adta a partner Microsoftnak, ezzel együtt a Nokia az egyik legjelentősebb hálózatépítővé vált. A Microsoft megpróbált a megszerzett márkanévvel telefonokat gyártani, de ez csak milliárdos veszteségeket okozott. Ugyanezért vált meg a Nokia 2012-ben a Vertutól is, mert már a tehetősebb emberek is igényelték a jobb, korszerűbb technikai hátteret, amit ezek a luxuskészülékek a magas áraik és exkluzív megjelenésük ellenére sem tudtak megadni. Az újabb tulajváltások után a Vertu végül 2017-ben ment csődbe.
2015 nyarán a Nokia a VR termékek piacán is megjelent, de két év múlva, 2017 végén felhagyott velük.

### HMD Global

A HMD Global logója

A 2016-ban létrejött HMD Global (Human Mobile Devices) nevű cég kivásárolta a Nokia brandet a Microsofttól, és 2017-ben jelentkezett először androidos telefonokkal.

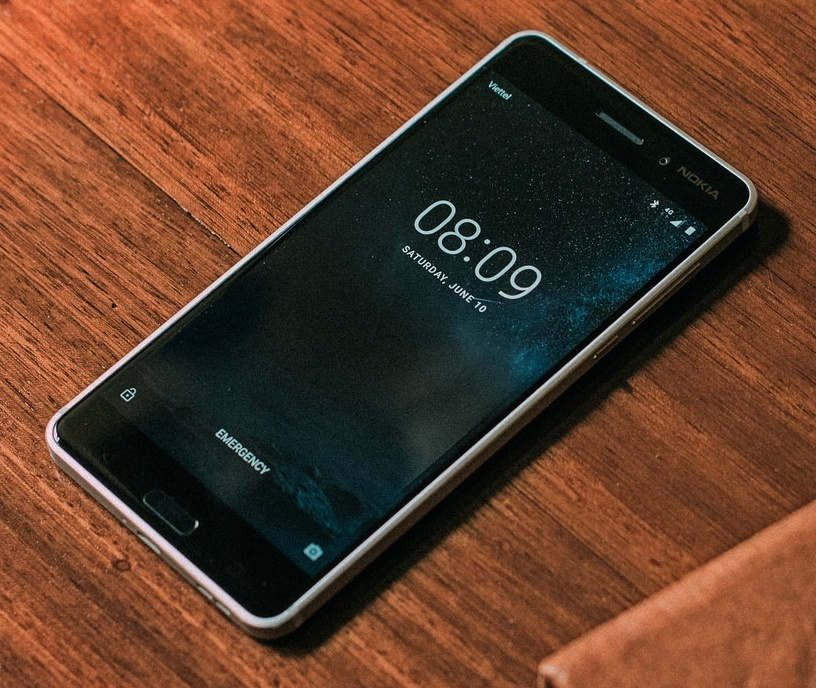
Nokia 6 2017-ből

A HMD Global Nokia telefonjai a piac többi korszerű készülékeihez képest átlagos vagy alacsony színvonalat képviseltek, de a régi, népszerű 3310-es modellt is újra gyártani kezdték modernebb kivitelben; a készülék azonban a korabeli „butatelefonok” közt is sok szempontból alul maradt tudásban, de állítólag így is nagy érdeklődés mutatkozott rá. Elkészült egy másik régi Nokia, a 8110-es új modellje is, de a retró életérzésen kívűl technikailag ez is alacsony színvonalú volt.

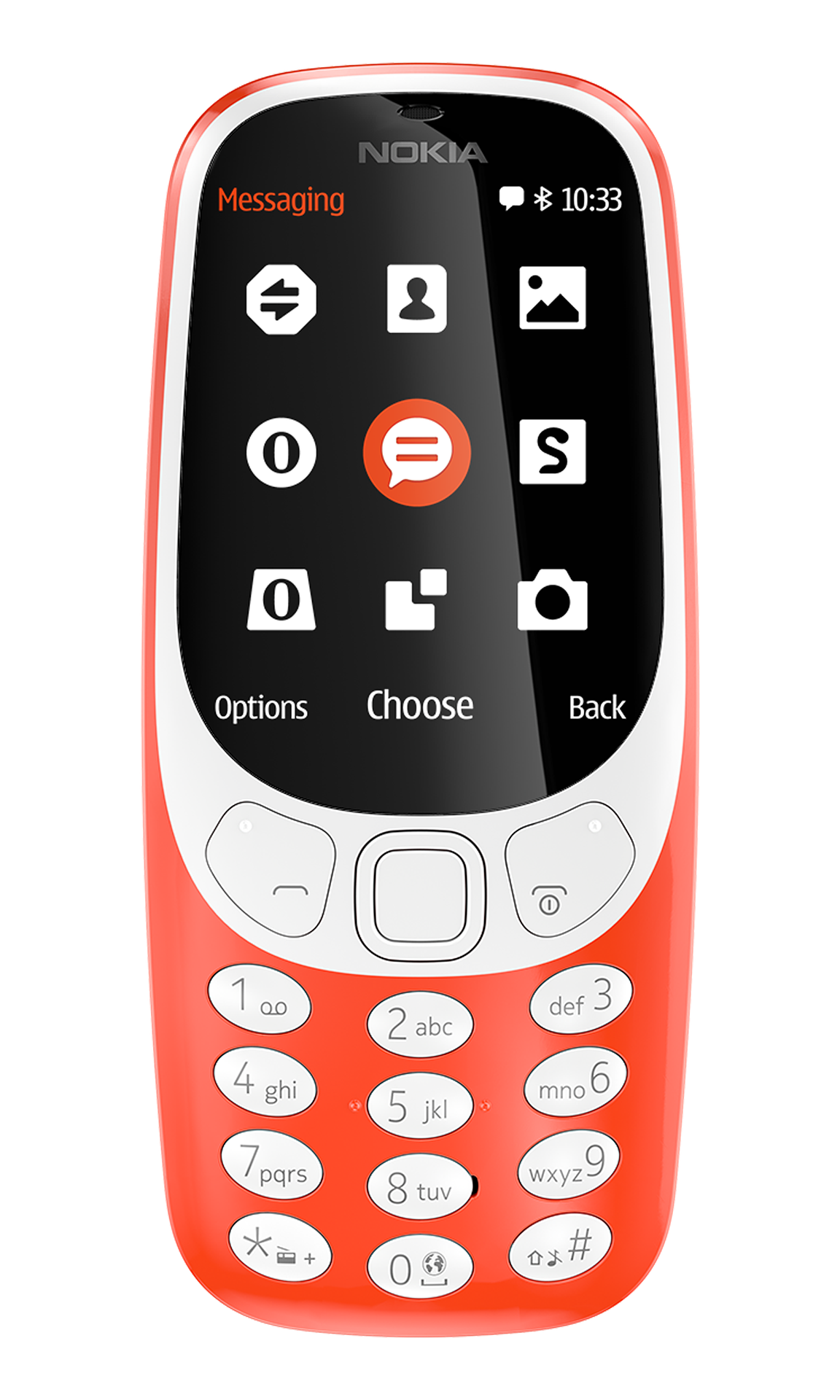
Nokia 3310 új változatban

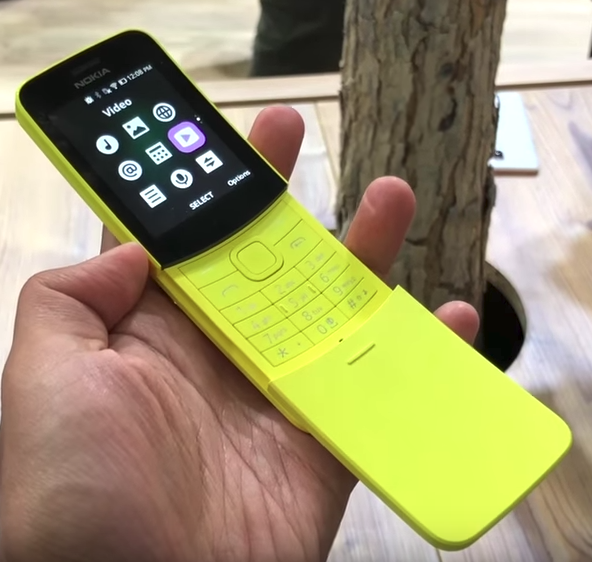
Új Nokia 8110

2017 óta több „buta”- és androidos okostelefont jelentettek meg, de a legtöbbjük ár-érték aránya nem volt kedvező a versenytársak mellett, a tudásuk nem állt arányban a fogyasztói árukkal, kategóriájukban elavultak vagy egyszerűen nem volt bennük semmi érdekes. Olyan telefon is készült, mint a Nokia 2720 Flip, ami kifejezetten nagyon ügyetlenre sikeredett.

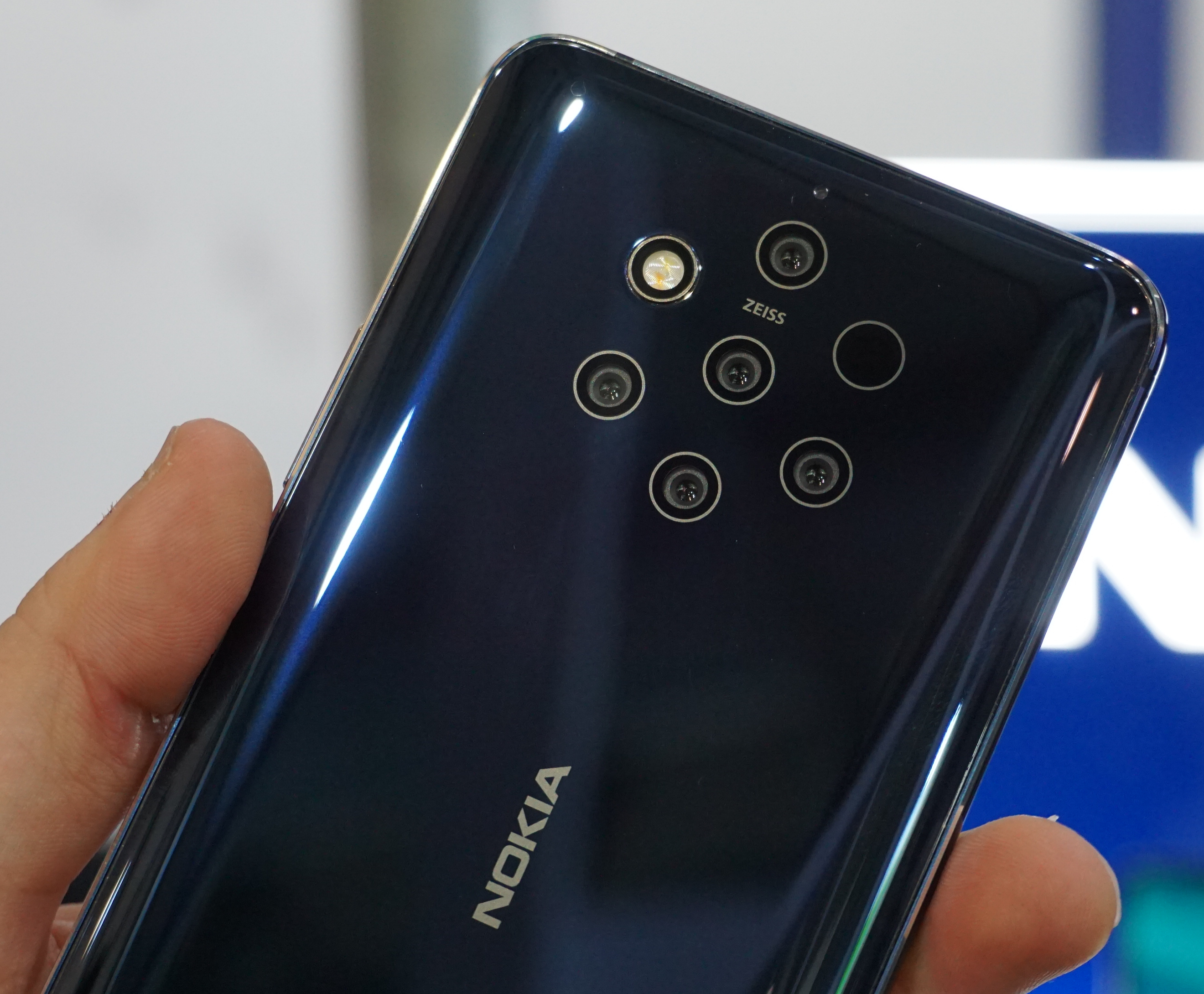
A Nokia 9 PureView kameraszigete

Emlékezetesebb készülék volt még a Nokia 9 PureView 2019-ből, mely leginkább a nagy, ötoptikás kameraszigete miatt keltett figyelmet, de a belső műszaki tartalma pont ezt a funkcióját nem tudta kellően kiaknázni, a jó képminőségéhez lassú feldolgozási idő társult.
2021-ben egy másik egykor népszerű típus, a 2001-2002-ben megjelent Nokia 6310/6310i modernizált verzióját mutatták be ugyanezzel a számmal, bár a külső megjelenése távol állt az ismert elődjétől és technikailag ez is primitív volt.
2022-re a fenntarthatóságra hivatkozva az eddigre már inkább középkategóriás gyártó készülékei vállaltan gyengébb műszaki tudással rendelkeztek. Ugyanekkor befejezték a Zeiss optikák alkalmazását a készülékeken, amelyek 2005 óta voltak jelen különböző Nokia telefonokon, a döntést valószínűleg költségcsökkentési okból hozta a HMD Global.
Eközben az anyacég 2023 elején megváltoztatta a cég több, mint negyven éves logóját, de a váltást kritikák is érték. A logóváltást az is indokolta, hogy a mobilgyártással felhagyó eredeti céget ne keverjék össze az időközben létrejött, szintén Nokia néven telefonokat gyártó céggel.
Ugyanebben az évben jelent meg a Nokia G22 telefon, aminek leghangsúlyosabb újdonsága, hogy szükség esetén szinte minden alkotórésze akár otthon is cserélhető cserealkatrészekkel. Később a komolyabb teljesítménnyel rendelkező Nokia G42 is hasonló funkcióval jelent meg.
2024 tavaszán vált egyértelművé, hogy a cég megválik a Nokia elnevezéstől, és ezután HMD néven fog okoskészülékeket gyártani. Ettől függetlenül 2024 májusában híre ment, hogy a Nokia 3210 új verzióját is gyártani kívánják. A telefon meg is jelent, de a korábbi „retró-telefonokhoz” hasonlóan ez is csalódást keltő paraméterekkel rendelkezett.
2024 februárjában adtak arról hírt, hogy a cég együttműködve a Barbie-márkával piacra dobja a Barbie-mobilt rózsaszín színben, ez végül az év augusztus végére vált esedékessé. A specifikációk szerint a készülék a 2023-ban megjelent Nokia 2660 Flip 
„Barbie-verziója” lehet. 2024 áprilisában megjelentek az első HMD okostelefonok, „Nokia” helyett már ezen a néven, ezek a Pulse Pro, Pulse+ (Pulse Plus) és Pulse.
2024 őszére meg is kezdődött a Nokia nevű telefonok eltűnése a HMD kínálatából.

### Szervezeti felépítés
2010 májusában a Nokia három részre osztott, egyszerűsített vállalati struktúrát vezetett be. 
A készülék és szolgáltatás üzletágakat három egységbe szervezték: Solutions, azaz Mobil Megoldások, Devices, azaz Mobilkészülékek és Markets, vagyis Piacok részlegekre. A július elsejével életbe lépő változástól a Nokia gyorsabb termékinnovációt és szoftverfejlesztést várt, összhangban a vállalt stratégiájával, hogy a tartalmakat, alkalmazásokat és szolgáltatásokat a mobilszámítógép, okostelefon és mobiltelefon portfoliójába integrálja.
Az új Mobil Megoldások egység a vállalat felső kategóriás mobilszámítógép és okostelefon portfoliójára koncentrált. Előbbiek a MeeGo, utóbbiak a Symbian operációs rendszerre épülve kapcsolódtak szorosan a Nokia internetes szolgáltatásaihoz, hogy még jobb, egységes felhasználói élményt nyújtsanak. Utóbb azonban mindkét rendszer megszűnt.
Az akkor megújult Mobilkészülékek egység fókuszterülete a Nokia vezető szerepének megőrzése, valamint a világ legnagyobb mobiltelefon operációs rendszereként számontartott Series 40 fejlesztési irányának meghatározása volt. Mind a Mobil-megoldások, mind a Mobilkészülékek egység dedikált portfolió menedzsmenttel rendelkezett, melybe beletartoztak a terméktervezés, kutatás és fejlesztés valamint a saját szoftverkörnyezet.
A Piacok egység felel a Nokia piacain végzett eladási és marketing tevékenységekért, mindemellett koordinálja a Nokia globális ellátási és kihelyezési tevékenységét.
A cég későbbi piaci lemaradása miatt aztán különböző átszervezésekbe kényszerült, ennek keretében a Nokia brand, mint mobiltelefongyártó is több tulajdonosváltáson esett át.
2010. szeptember tizedikétől a Nokia igazgatósági tanácsának tagjai: Stephen Elop, Esko Aho, Juha Äkräs, Timo Ihamuotila, Mary McDowell, Kai Oistamo, Tero Ojanpera, Niklas Savander, Alberto Torres és Anssi Vanjoki.
2013 szeptember 3-án a Microsoft bejelentette, hogy megveszi a Nokia Devices and Services üzletágát, Stephen Elop vezérigazgató szintén távozott a cégtől.

## Online szolgáltatások
A lentebbi szolgáltatások legkésőbb a Nokia mobilrészlegének Microsoft általi felvásárlásáig működtek ebben a formában; utóbb a korábbi készülékeken futó Symbiannal együtt megszűntek vagy átalakultak.

### .mobi és a mobil web
A Nokia volt a .mobi legfelső szintű tartomány első támogatója, és fontos szerepet játszott, mint hivatalos támogató a .mobi domain név kiterjesztésében 2006 szeptemberében. Azóta a Nokia bevezette a Nokia.mobi-t, melynek havi látogatószáma eléri a 100 milliót. 

### Ovi (Symbian platform)
Az Ovi, melyet 2007. augusztus 9-én vezettek be a Nokia internetes szolgáltatásainak online gyűjtőhelye, a szó jelentése „ajtó”. Az oldal központ címe az ovi.com. 
Az Ovi szolgáltatások fontos részét képezi az Ovi Áruház, amely számos hasznos és szórakoztató alkalmazást, játékokat, programot és tartalmat kínál a Nokia mobiltelefont használók számára. Az Ovi Áruházból letölthető tartalmakkal a symbianos Nokia mobiltelefonok teljesen egyedivé tehetők, és teljesebb mobil élményt kínálnak.
Az ovi.com oldalon a felhasználók, zenét, tölthetnek le közvetlenül a mobiltelefonjukra, e-mail fiókot hozhatnak létre, megoszthatják fotóikat a barátaikkal és hozzáférhetnek egy harmadik fél szolgáltatásaihoz.

### My Nokia (Symbian platform)
A My Nokia minden Nokia tulajdonos számára elérhető, a szolgáltatás készülékre szabott tippekkel látja el a felhasználókat, akik számos tartalmat, így háttérképet, játékot is letölthetnek ingyenesen.

### Nokia Messaging (Symbian platform)
A Nokia Messaging szolgáltatás összeköti a felhasználó Nokia Messaging kliensét az e-mail szerverrel, így a levelek azonos időben megérkeznek a mobiltelefonra is. A Nokia Messaging a meglévő e-mail-címről az e-maileket automatikusan a Nokia telefonra továbbítja, így a felhasználónak nem kell lecserélni az e-mail-címét. Az e-mailek nem csak olvashatók, de meg is válaszolhatók, szerkeszthetők és törölhetők, de mappákba is lehet rendezni őket.
2010 májusában a Nokia és a Microsoft együttműködéseként bemutatkozott a Microsoft Communicator Mobile nevű alkalmazás, ami a Nokia E Series készülékekre érhető el. Ez az új, egyesített kommunikációs kliens közvetlenül a vállalatok kommunikációs rendszereihez csatlakozik, hogy megkönnyítse a mobilon történő csoportmunkát.

## Céges kultúra

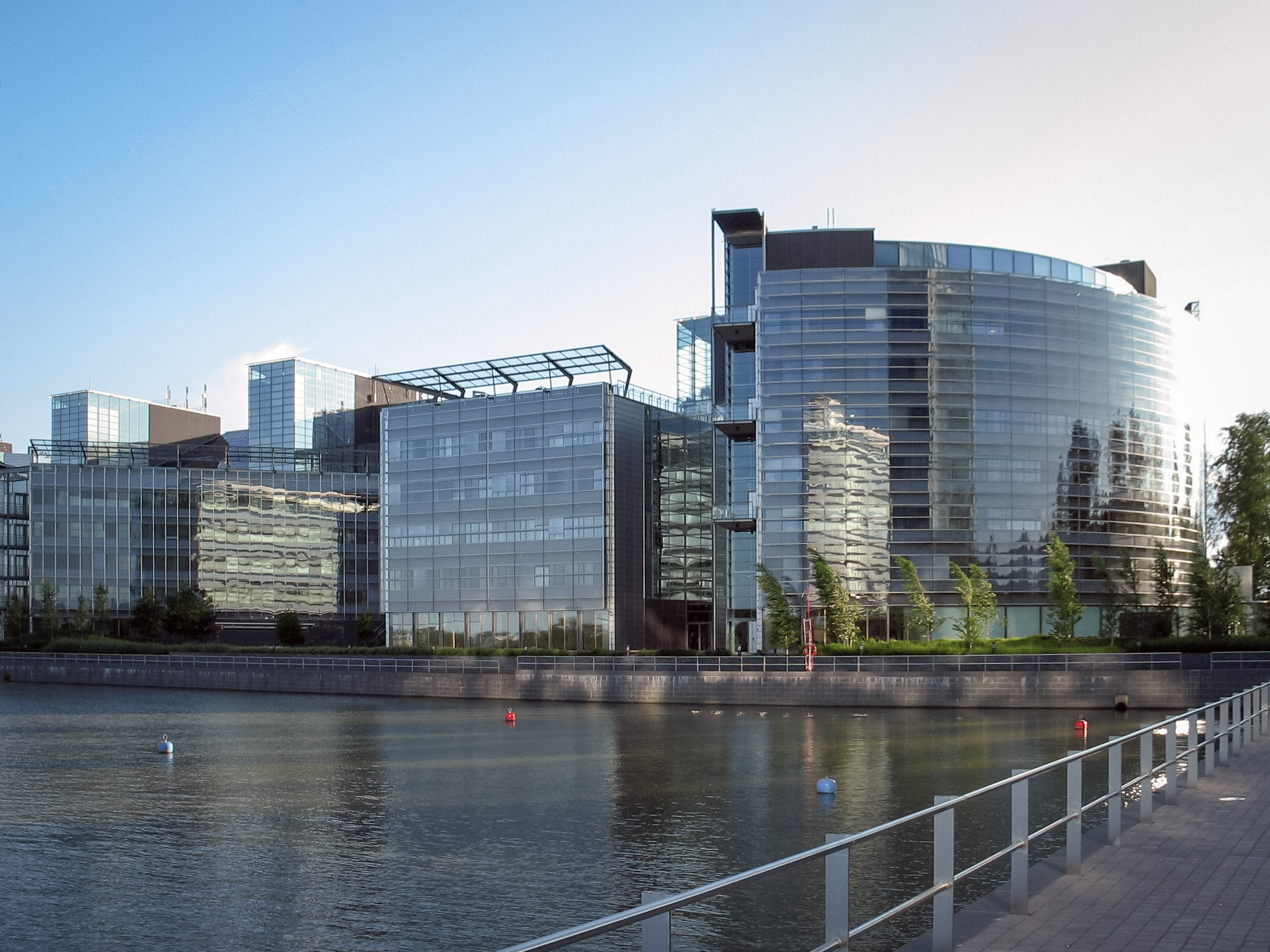
A Nokia főhadiszállása a Finn-öbölben, Espoo-ban

Lapos, hálózatokból álló szervezeti felépítés, valamint gyorsaság és döntéshozatalbeli rugalmasság jellemzi a Nokiát. Arra ösztönzi dolgozóit, hogy maguk legyenek felelősek saját fejlődésükért, egyúttal használják ki a rendelkezésükre álló különböző fejlődési lehetőségeket.

## Nehézségek a kétezres években
A Nokia piacvezető szerepét alaposan megtépázta az okostelefonok megjelenése, ami az amerikai iPhone 2007-es bemutatkozására vezethető vissza. A Nokia kínálatát alapvetően a sokféle középkategóriás telefon tette ki, melyek közül több képes volt ugyan internet és más szolgáltatások igénybevételére, de alapvetően majdnem az összes készülék a „butatelefonok” telefon–SMS–MMS funkcióit preferálta elsősorban. Az iPhone megjelenése azonban átírta a mobiltelefonokkal kapcsolatos szokásokat, amivel az okostelefonok vették át az uralmat, a Nokia pedig túl sokáig késlekedett az új trendeknek megfelelő készülékek bevezetésével, melyek továbbra is gyakran a gombos „ősmobilokat” idézték az érintőképernyő helyett (pl. Nokia N95), és a rájuk telepített operációs rendszerek is hagytak kívánnivalót maguk után, melyekből többet aztán meg is szüntettek. Mire megjelentették a ténylegesen érintőképernyős modelljeiket (melyekre végül Windows Phone rendszert telepítettek), a mobilpiac legnagyobb részeseivé az iPhone és a Dél-Koreai Samsung vált, jelentősen lehagyva a Nokiát (a Samsungokban is lévő androidos rendszerrel futó telefonok lettek pedig talán a legelterjedtebbek). Az egykori piacvezető cég a kétezer-tízes években emiatt sok szempontból a túlélésért küzd, a nehézségek miatt több gyárát be is kellett zárnia, köztük Magyarországon is, a részvényei értéke is meredeken zuhantak. Egyesek szerint a Nokiát az „európaias”, tisztességesebb üzletpolitikája is térdre kényszerítette a markánsabb amerikaival szemben. A cég 2013-ban el is adta mobiltelefonos üzletágát az akkori partnerének, a Microsoftnak, akik viszont nem tudták újra sikerre vinni a Nokiát, miközben az anyacég inkább infrastruktúraépítésre állt át. Botrányt okozott az is, hogy a cég akkori vezetője, Stephen Elop, akinek sokan a cég lejtmenetét tulajdonították, jelentős végkielégítéssel távozott a cég éléről a tranzakció után. A brand 2016-tól kezdett csak ismét megjelenni a piacon egy új cég, a HMD Global által, androidos okostelefonok mellett több „retró” mobiltelefonnal is, de a készülékek tudása, minősége az akkor már telített piacon meglehetősen változó színvonalat képviselt.

## A Nokia Magyarországon
A Nokia 1992-től van jelen Magyarországon, nagyobb jelentőségre akkor tett szert, amikor 1997-ben kutatás-fejlesztési egységet indított Budapesten.
Újabb jelentős lépés volt 1999-ben a Nokia komáromi gyáregységének alapkőletételére. A teljes beruházás értéke több mint 160 millió euró, a gyár az európai piacokra szállít mobiltelefonokat. A kereskedelmi gyártás 2000 januárjában indult el, áprilisra elkészült a százezredik telefon. 2004-ben a gyár új gyártósorral bővült. 2006-ban elkészült a 300 milliomodik készülék, 2007 novemberében pedig új logisztikai központot adtak át. A társaság 2012 februárjában bejelentette, hogy Ázsiában folytatja az okostelefonok gyártását, ezért magyarországi, mexikói és finnországi gyáraiból összesen 4000 dolgozót bocsát el, köztük 2300 dolgozót a komáromi gyárból. Az ok a fentebb vázolt megváltozott piaci helyzet volt.
A Nokiának Budapesten is van egy központja, amely 2009. január 1-jétől régiós központtá alakult, a közép-európai értékesítési egységet irányítja.

## Érdekességek a Nokiáról
A Nokia telefonokon SMS érkezésekor hallható csipogás az SMS szó morzejele. Hasonlóképpen, az emelkedő hangerejű üzenetjelző hang a „Connecting People”-nek, a Nokia szlogenjének a morzejele. 
A „Nokia tune” nevű csengőhang egy 19. századbeli, Gran Vals című gitárdarabon alapul, amelyet Francisco Tárrega spanyol muzsikus írt. A Nokia tune csengőhang eredetileg ezért Gran Vals néven szerepelt, és 1998-ban vette fel új nevét, miután a cég hírét vette, hogy az emberek csak a „Nokia csengőhangja”-ként (Nokia tune) emlegetik.
A világ első kereskedelmi GSM-alapú hívását 1991-ben, Helsinkiből indította az akkori finn miniszterelnök, Harri Holkeri egy Nokia telefonról, a Nokia által biztosított hálózaton.
A Nokia a világ legnagyobb digitáliskamera-gyártója, tekintve, hogy beépített kamerával rendelkező mobiltelefonjai eladási száma meghaladta a hagyományos digitális fényképezőgépekét.
A Nokiát a nem Nokia mobilt használó emberek gyakran hívják aikon-nak, ez a Nokia szó visszafele olvasva.
A Mobira Senator nevű autótelefon 1982-es bemutatása és 2005 szeptembere között a cég összesen megközelítőleg négyszáz telefontípust mutatott be a különböző analóg és digitális rendszerekhez.
A Nokia a 2005-ös év elején kifuttatott 3310-es és 3330-as szériából 126 millió darabot értékesített az ezredforduló óta. Az 1991 és 1998 között eladott készülékek száma összesen 100 millió volt.
1991-ben a Nokia 800 000 telefont adott el. 2004-ben már 207,7 millió egység került le a gyártószalagokról, azaz megközelítőleg 6,5 telefon készült másodpercenként.
A legfejlettebb Nokiák Windows Phone operációs rendszert használnak, miután a korábbi készülékeken sikeres Symbiant több próbálkozás után sem sikerült megfelelő, okostelefonokon is használható színvonalúra fejleszteni, ezért megszüntették azt: tizenhárom év után az utolsó Symbiant futtató telefon, a Nokia 808 PureView, 2013 nyarán került végkiárusításra, mely után nem gyártják tovább a rendszert. Időközben voltak egyéb próbálkozások is: a Maemo és a MeeGo, melyek azonban kudarcot vallottak. A Maemot, mely csak egy készüléken, a Nokia N900-ason volt megtalálható, az Intel és a Nokia közösen fejlesztett mobil operációs rendszere, a MeeGo váltotta, de ez sem váltotta be a hozzá fűzött reményeket, miközben a Nokia és az Intel között is megszűnt az együttműködés, ezért ez a rendszer is mindössze egyetlen telefonba, a Nokia N9-be került csak. 2017-től Android rendszer fut a telefonokon.
A Nokia az azonos nevű folyóról kapta a nevét, mely a városon folyik keresztül, amely mellett a céget alapították.
A Nokiánál a környezetvédelem kiemelten fontos szerepet játszik, minden egyes lépésnél, egészen az anyagok kiválasztásától az újrahasznosításig. A vállalat gondosan megválogatja az összes anyagot, melyet termékeihez használ, ezzel biztosítva a környezeti fenntarthatóságot a termék életciklusának minden stádiumában.
A Nokia 2005-ben mutatta be az első olyan telefonkészüléket, amely megfelel az európai szabályozásnak (RoHS), amely szabályozza bizonyos anyagok használatát. A Nokia 5140i telefont egy évvel azelőtt vezették be, hogy az új törvény életbe lépett. 2006-ban már minden új készülék, töltő és fülhallgató PVC-mentes volt.
A Nokia 7100 Supernova volt az első mobiltelefon, amely mentes a brómvegyületektől, az antimon-trioxidtól, valamint a klórtartalmú lángmentesítőktől.
2007 májusában a Nokia volt az első mobiltelefon-gyártó, amely figyelmeztetőt tett a készülékeibe, hogy emlékeztesse az embereket: húzzák ki a konnektorból a töltőiket. Az energia, amely megtakarítható lenne globálisan a töltőiket a konnektorból használat után kihúzó Nokia telefont használók által, elég lenne 100 000 átlagos méretű európai otthon energiaellátására. A Nokia támogatja a közös mobiltelefon-töltő létrehozását.
A telefonok újrahasznosítására 85 országban mintegy 5000 Nokia Szervízpont áll rendelkezésre, mivel minden Nokia készülék akár 80%-a újrahasznosítható.
2006 és 2008 között csökkent a csomagolások mérete, és a korábbinál több újrahasznosított anyagot használtak azok elkészítéséhez. Ez lehetővé tette, hogy a papíralapú anyagok használatát közel 100 000 tonnával csökkentsék. Évekkel később is erre való hivatkozassal mutattak be a versenytársaiknál alacsonyabb technikai tudású készülékeket.

## Fordítás
Ez a szócikk részben vagy egészben  a   Nokia című angol Wikipédia-szócikk ezen változatának fordításán alapul.  Az eredeti cikk szerkesztőit annak laptörténete sorolja fel. Ez a jelzés csupán a megfogalmazás eredetét és a szerzői jogokat jelzi, nem szolgál a cikkben szereplő információk forrásmegjelöléseként.